# Aéroport de Miri
L'aéroport de Miri (code IATA : MYY • code OACI : WBGR) est un aéroport situé 9,5 km au sud-est de la ville de Miri, dans l'état de Sarawak.
C'est le cinquième plus important aéroport du pays, et le hub principal de la MASwings.

## Développement futur
Le 6 décembre 2011, le Ministre des Transports, Datuk Abdul Rahim Bakri, annonce l'expansion prochaine de l'aéroport afin de faire face au nombre croissant de passagers, en voie de saturation. L'aéroport est en effet le plus important du pays en ce qui concerne les vols intérieurs.

## Situation
| Alor · Setar Ba'kelalan Bario Bintulu Ipoh Johor Bahru Kerteh Kota Bharu Kota · Kinabalu Kuala · Lumpur Kuala Terengganu Kuantan Kuching Kudat Labuan Lahad Datu Langkawi Lawas Limbang Long · Akah Long · Banga Long Lellang Long · Seridan Malacca Marudi Miri Mukah Mulu Pulau · Pangkor Penang Pulau Redang Sandakan Sibu Subang Tanjung · Manis Tawau |

## Installations
L'aéroport dispose d'un terminal capable d'accueillir 2 millions de passagers annuels.

## Trafic et statistiques

Aéroport de Miri de nuit

## Compagnies et destinations

### Passagers
| Compagnies                           | Destinations |
| ------------------------------------ | --- |
| AirAsia                              | Johor Bahru-Senai, Kota Kinabalu, Kuala Lumpur, Kuching, Singapour-Changi |
| Malaysia Airlines                    | Kuala Lumpur, Kuching, Singapour-Changi |
| Malaysia Airlines opéré par MASwings | - Ba'kelalan, - Bario, - Bintulu, - Kota Kinabalu, - Kuching, - Labuan, - Lawas (en), - Limbang (en), - Long Akah (en), - Long Banga Airport (en), - Long Lellang (en), - Long Seridan (en), - Marudi, - Mukah (en), - Mulu, - Sibu |
| Wings Air                            | Pontianak (Supadio) |

Édité le 28/02/2018

### Cargo
| Compagnies                                          | Destinations                |
| --------------------------------------------------- | --------------------------- |
| Transmile Air Service Cargo                         | Kota Kinabalu, Kuala Lumpur |
| DHL Express Cargo operated by Transmile Air Service | Kota Kinabalu, Kuala Lumpur |
| Neptune Air Cargo                                   | Kota Kinabalu, Kuala Lumpur |

## Incidents et accidents
- Le 6 septembre 1997, le vol 238 de la Royal Brunei Airlines s'écrase peu avant la piste de l'aéroport. Les 10 personnes à bord sont tuées.